# Allyn Ann McLerie
Allyn Ann McLerie (Grand-Mère, Québec, 1926. december 1. – North Band, Washington, 2018. május 21.) kanadai születésű amerikai színésznő, énekesnő.

## Filmjei

### Mozifilmek
- Words and Music (1948)
- Where's Charley? (1952)
- The Desert Song (1953)
- Bajkeverő Jane (Calamity Jane) (1953)
- Phantom of the Rue Morgue (1954)
- Csatakiáltás (Battle Cry) (1955)
- 40 Pounds of Trouble (1962)
- A lovakat lelövik, ugye? (They Shoot Horses, Don't They?) (1969)
- Zsiványok (The Reivers) (1969)
- Monte Walsh: Az utolsó cowboy (Monte Walsh) (1970)
- Cowboyok (The Cowboys) (1972)
- Jeremiah Johnson (1972)
- Újra nyeregben a hét mesterlövész (The Magnificent Seven Ride!) (1972)
- Howzer (1973)
- Ilyenek voltunk (The Way We Were) (1973)
- Cinderella Liberty (1973)
- France société anonyme (1974)
- Az elnök emberei (All the President's Men) (1976)
- Rendőrakadémia 7.: Moszkvai küldetés (Police Academy: Mission to Moscow) (1994)

### Tv-filmek
- A Tree Grows in Brooklyn (1974)
- Born Innocent (1974)
- Someone I Touched (1975)
- Death Scream (1975)
- The Entertainer (1975)
- Sister Terri (1978)
- Return Engagement (1978)
- And Baby Makes Six (1979)
- A Shining Season (1979)
- The Oldest Living Graduate (1980)
- To Find My Son (1980)
- Beulah Land (1980)
- Fantasies (1982)
- Rascals and Robbers: The Secret Adventures of Tom Sawyer and Huck Finn (1982)
- Living Proof: The Hank Williams, Jr. Story (1983)
- Tövismadarak (The Thorn Birds) (1983)
- After George (1983, rövidfilm)
- Kétféle szeretet (Two Kinds of Love) (1983)
- Stranger in My Bed (1987)

### Tv-sorozatok
- My World and Welcome to It (1970, egy epizódban)
- Bonanza (1970, egy epizódban)
- The F.B.I. (1971–1974, három epizódban)
- Cannon (1972, egy epizódban)
- Nichols (1972, egy epizódban)
- Ghost Story (1972, egy epizódban)
- Young Dr. Kildare (1972, egy epizódban)
- The Delphi Bureau (1973, egy epizódban)
- The Waltons (1973, két epizódban)
- Love Story (1974, egy epizódban)
- Kodiak (1974, egy epizódban)
- Medical Center (1974–1975, két epizódban)
- Baretta (1975, egy epizódban)
- We'll Get By (1975, egy epizódban)
- Medical Story (1975, egy epizódban)
- The Tony Randall Show (1976–1978, 37 epizódban)
- Szerelemhajó (The Love Boat) (1978, 1983, két epizódban)
- Having Babies (1979, egy epizódban)
- Lou Grant (1979–1980, két epizódban)
- WKRP in Cincinnati (1979–1982, négy epizódban)
- Barney Miller (1980, két epizódban)
- Hart to Hart (1981, egy epizódban)
- Benson (1981, egy epizódban)
- Trapper John, M.D. (1981, 1983, két epizódban)
- Dinasztia (Dynasty) (1982, egy epizódban)
- Seven Brides for Seven Brothers (1982, egy epizódban)
- The Renegades (1983, egy epizódban)
- Domestic Life (1984, egy epizódban)
- Knight Rider (1984, egy epizódban)
- Egy kórház magánélete (St. Elsewhere) (1984, egy epizódban)
- The Paper Chase (1984, egy epizódban)
- The Duck Factory (1984, egy epizódban)
- Punky Brewster (1984, 1985, három epizódban)
- Mr. Belvedere (1986, egy epizódban)
- Webster (1986, egy epizódban)
- Simon & Simon (1986, egy epizódban)
- Comedy Factory (1986, egy epizódban)
- The Days and Nights of Molly Dodd (1987–1991, 59 epizódban)
- Piszkos tánc (Dirty Dancing) (1988, egy epizódban)
- The New WKRP in Cincinnati (1992, egy epizódban)
- Brooklyn-híd (Brooklyn Bridge) (1993, két epizódban)

## További információ
- Allyn Ann McLerie a PORT.hu-n (magyarul)
- Allyn Ann McLerie az Internetes Szinkronadatbázisban (magyarul)
- Allyn Ann McLerie az Internet Movie Database-ben (angolul)
- Allyn Ann McLerie a Rotten Tomatoeson (angolul)